# Retamal de Llerena
Retamal de Llerena è un comune spagnolo di 531 abitanti situato nella comunità autonoma dell'Estremadura.

## Storia

### Simboli
Vi è raffigurata la fontana abbeveratoio del Pilar e la croce dell'Ordine di Santiago.
Le piante di ginestra (retama in spagnolo) sono un'arma parlante con riferimento al nome del paese.

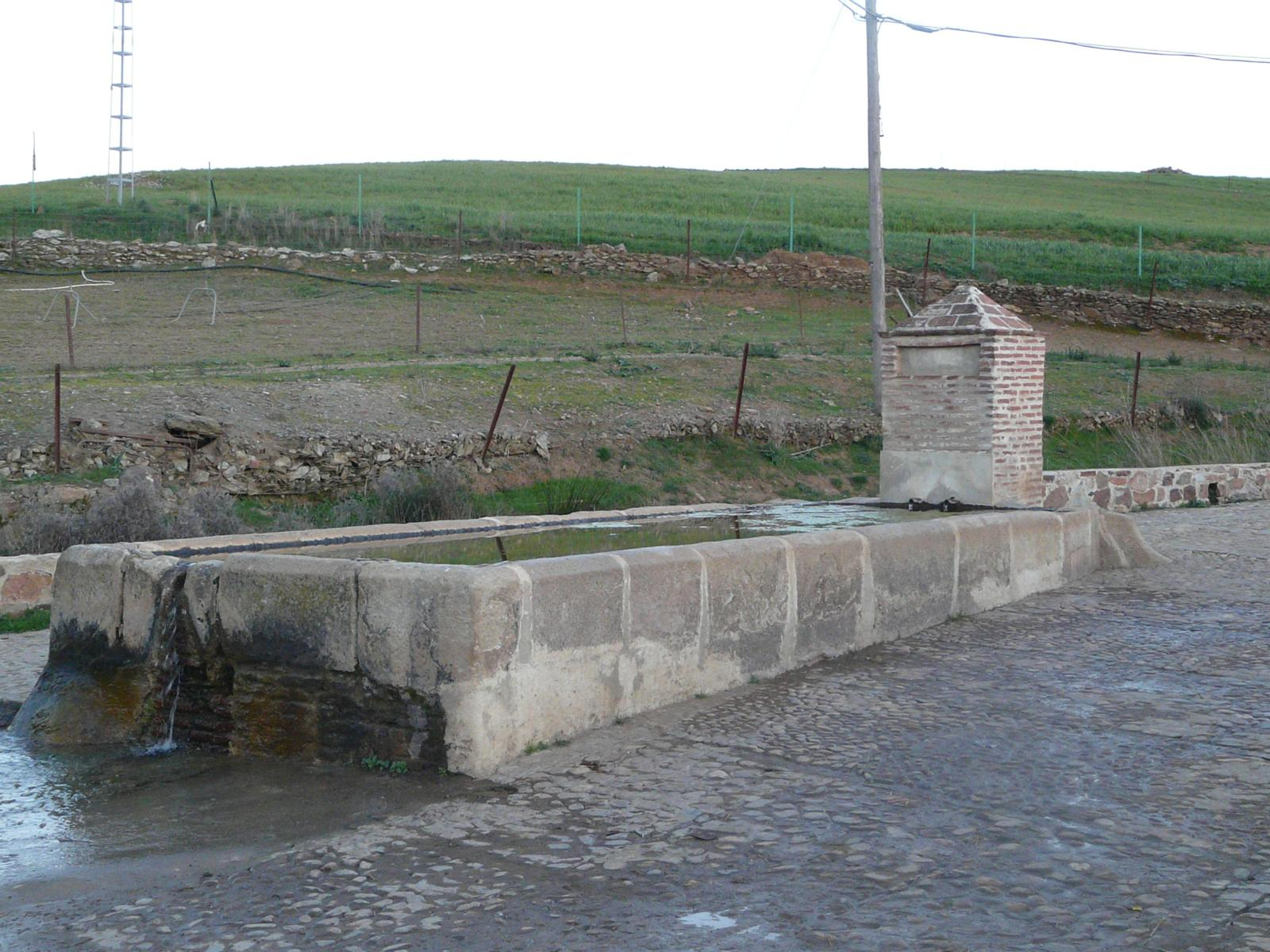
Fuente del Pilar